# Andelnans
Andelnans es una comuna francesa situada en el departamento del Territorio de Belfort, de la región de Borgoña-Franco Condado.
Los habitantes se llaman Andelnanais.

## Geografía
Está ubicada a orillas del río Savoureuse, al sur de Belfort. Forma parte de la aglomeración urbana de esta ciudad.

## Demografía
| 260 | 139 | 277 | 319 | 331 | 319 | 295 | 319 | 326 | 314 | 280 | 259 | 226 | 294 | 241 | 250 | 248 | 284 | 269 | 326 | 401 | 295 | 285 | 300 | 303 | 313 | 358 | 408 | 745 | 660 | 1 485 | 1 324 | 1 203 | 1 261 | 1 199 |
| Para los censos de 1962 a 1999 la población legal corresponde a la población sin duplicidades (Fuente: INSEE [Consultar]) |     |     |     |     |     |     |     |     |     |     |     |     |     |     |     |     |     |     |     |     |     |     |     |     |     |     |     |     |     |       |       |       |       |       |